# North Keeling Island
North Keeling Island är en obebodd atoll i Kokosöarna. Den ligger 40 km norr om huvudorten West Island. Arean är 1,2 kvadratkilometer.